# サンホセ・チナンテキリア
サンホセ・チナンテキリア（スペイン語: San José Chinantequilla）は、メキシコにある町で、オアハカ市の北85キロに位置している。ここの住民はミヘー語を話す。

## 説明

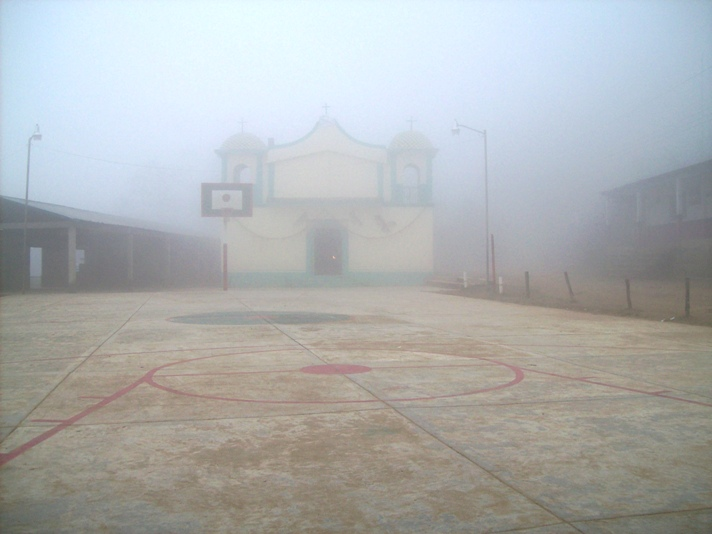
サンホセ・チナンテキリア

ミヘーの人々の生業として挙げられるのはまずは農業であって、主にトウモロコシ、豆類、トウガラシ、カボチャなどを焼畑農耕で作り、バナナ、ジャガイモ、根菜類や多様な熱帯産の果物を栽培する一方、多量のコーヒーの生産を行って世界経済にもかかわっている。また、家畜として通常シチメンチョウやニワトリを飼っているが、ブタを飼っている村もある。1970年代後半から新しい道路が建設された。
複数の家族が代父母と実父母の関係によって儀礼的な血族関係にある。つまり、ミヘーの年齢集団は政治的宗教的な組織と関係が深く、村落内で、年齢が同じか、若いか、年長かという地位を明確化する役割を果たす面がある。村は通常二つの土地所有区分に分けられる。血族集団はそのどちらかの区に属する傾向がある。政治的指導者や宗教的指導者はその二つの区から年ごとにかわるがわる選ばれる。大きな町は、それぞれの町自身に関係する仕事のほか地域的に統括している小さな集落や農場に関係する。